# Блендниця
Блендниця (пол. Błędnica) — село в Польщі, у гміні Малкіня-Ґурна Островського повіту Мазовецького воєводства.
Населення — 405 осіб (2011).
У 1975-1998 роках село належало до Остроленцького воєводства.

## Демографія
Демографічна структура станом на 31 березня 2011 року:
|          | Загалом | Допрацездатний вік | Працездатний вік | Постпрацездатний вік |
| -------- | ------- | ------------------ | ---------------- | -------------------- |
| Чоловіки | 216     | 56                 | 136              | 24                   |
| Жінки    | 189     | 34                 | 106              | 49                   |
| Разом    | 405     | 90                 | 242              | 73                   |